# تپه برج باغستان
تپه برج باغستان مربوط به دوره ساسانیان است و در شهرستان شاهرود، بخش بیارجمند، دهستان خوارتوران، ۱ کیلومتری جنوبغرب روستای باغستان واقع شده و این اثر در تاریخ ۳ خرداد ۱۳۸۶ با شمارهٔ ثبت ۱۹۱۷۸ به‌عنوان یکی از آثار ملی ایران به ثبت رسیده است.